# María Jesús de Sola
María Jesús de Sola Juste (Huesca, España, 17 de marzo de 1922 -Barcelona, España, 9 de abril de 2013) fue una pintora y muralista española de mediados del siglo XX.
Hija de Juan de Sola Repollés y de Teresa Juste. Su padre militar, estuvo destinado en diversas ciudades del protectorado de Marruecos y España, hasta su traslado definitivo a Barcelona, en donde la pintora desarrollará su carrera profesional y vivirá hasta su fallecimiento. Tuvo una herma, Teresa *1 Ambas permanecieron solteras y sin hijos.
Fue una innovadora de la pintura, cuya seña de identidad más destacada es su total independencia con respecto a las corrientes artísticas de la época. 
Realizó numerosas exposiciones individuales y colectivas tanto dentro como fuera de España y hay obra suya en diversos museos. Desarrolló una gran producción, aunque actualmente resulta difícil encontrar obra suya.

## Biografía
Hija de una familia conservadora, su padre parece ser que no mostró demasiado entusiasmo por la vocación artística de su hija, la cual pudo recibir la influencia de una tía suya muy aficionada a la pintura. Realizó sus estudios en la Escuela Superior de Bellas Artes de Sant Jordi, entre 1942 y 1948, teniendo como profesores a Ernesto Santasusagna, Miquel Farré, que enseñaba la técnica del fresco y Frederic Marés profesor de escultura,  entre otros.  Obtiene la diplomatura en Pintura en 1947 y el título de Profesora de Dibujo en 1948.*2
Alrededor de 1960 empezó a dar clases en diferentes centros privados y en 1962,  tras una oposición, fue nombrada profesora titular de dibujo del Instituto Maragall de Barcelona, donde seguiría hasta 1972 llegando a ser vice-directora de dicho centro.  *3.- BOE)
Tuvo su taller en la c. del Bisbe, y fue socia de mérito y honor del Real Círculo Artístico de Barcelona, en el cual ostentó el cargo de Secretaria de la Junta Directiva.
Su domicilio estaba primero en la Rda. Sant Pere 47 y posteriormente en la c. Caspe 63, donde falleció.*4
También había trasladado su taller a un lugar próximo al segundo domicílio.
En sus primeros tiempos se identificó con Cezanne y posteriormente sus pinturas evolucionaron hacia un estilo que recuerda a Modigliani. También se le atribuyó una influencia japonesista.
Sostuvo “que la composición es el ritmo entre el color y la línea, consiguiéndose a través del sentimiento.”. Esta teoría la desarrolló en su tesina “Mi Obra.” 
Ella recordaba que Santasusagna la incitaba a seguir una pintura libre de influencias que fuera una expresión de ella misma. *5
Sus temas más frecuentes fueron: retratos de mujer, bodegones, flores, pájaros y algún paisaje y al menos un cuadro de temática religiosa.
Formó parte del grupo Lais. Los miembros fundadores, todos ellos socios del Real Círculo Artístico,  fueron, además de ella misma, Santi Suros, Miguel Estradera, Enric Planasdurá y Xavier Estradell, todos pintores salvo este último que era escultor.
Más tarde se añadieron: Ramón Rogent, Manuel Capdevila, José Hutuna y Sanjuan.
Este grupo abogaba por “la libertad conceptiva de la figuración estética” y tenían diferentes estilos.
El grupo Lais, firmó en 1949 el Primer Manifiesto Negro, cuyos principios básicos eran:
-	 que la luz es negra, ya que el negro hace resaltar los demás colores,
-	 que se deben condenar todos los “ismos” y 
-	que la pintura debe ser el resultado de un trabajo mental.En aquellos momentos de la posguerra española en que, en el ámbito artístico, era tan difícil salir del gris absoluto en que estaba sumido el país, el Primer Manifiesto Negro constituyó un hito importante, ya que iba en contra del arte oficial,  y reivindicaba la independencia del artista que no desea ser incluido en ningún “ismo” sino trabajar en la línea que cada uno creyera oportuno.

## Exposiciones

### Individuales
1945- Primera exposición en Barcelona
1954 – La Habana
1956 – Nueva York
1956 - Madrid
1959 – Lisboa
1988 – Exposición antológica ”Treinta años de pintura”  en el Real Círculo Artístico de Barcelona
1991 – Última exposición en vida de la artista
Entre los años 70 y 80 se dedica a pinturas murales, disminuyendo la pintura en lienzos.
Y numerosas exposiciones más individuales o colectivas en la península ibérica y en Canarias *8
2016 – Exposición colectiva en el Real Círculo Artístico de Barcelona Retrato de Josep Mª Garrut, donado por la Real Academia Catalana de Bellas Artes de Sant Jordi, al Real Círculo Artístico de Barcelona.

### Museos
M.ª Jesús de Sola tiene obra, entre otros:
En el Museo Victor Balaguer de Vilanova i la Geltrú
En el MACBA, por cesión temporal del Ayuntamiento de Barcelona
Ha figurado en una exposición temporal en el Museo Casa Lis de Salamanca.
Varias obras en el Real Círculo Artístico de Barcelona, Museo Municipal de Badalona, Museo Abelló de Mollet del Vallés, hotel Bofill de Bilbao, Restaurante Ca l’Agut de Barcelona, así como en numerosas ciudades españolas, (Alicante, Bilbao, Ceuta, Madrid, Palma de Mallorca, Salamanca, Santander, Sevilla, Toledo) y en otros países como Francia, Bégica, Portugal, Suiza, Estados Unidos (Nueva York, Boston, Chicago), Panamá, Venezuela ….
Ha realizado obras de pintura mural para el Hospital de Sant Llorenç de Viladecans, para establecimientos comerciales de Madrid, para el Colegio de la Inmaculada Concepción de Barcelona y tres pinturas de temática floral para la entrada de su último domicílio.
Ha realizado ilustraciones para la Editorial Éxito de Barcelona y para la Enciclopedia Infantil de la Editorial Mateu, así como diapositivas educativas para la empresa Artcolor de Barcelona. *9

## Críticas y entrevistas
-	Juan	Francisco Bosch – El año artístico barcelonés. Temporada 1948/1949 Catalogo Sala Rovira
-	Juan Barcino – Arte y Artistas – La Vanguardia 6 de abril de 1952
-	José Francés – Los Artistas en el Salón de Otoño- La Vanguardia 4 de noviembre de 1955
-	Entrevista con Del Arco – La Vanguardia 21 de diciembre de 1963
-	Juan Cortés – María Jesús de Sola – La Vanguardia 7 de enero de 1968
-	J. Camón Aznar – Diario ABC 15 de abril de 1950. Exposición Nacional II
-	Juan Cortés – Los líricos pinceles de M.ª Jesús de Sola – La Vanguardia Española 23 de marzo de 1961. Exposiciones barcelonesas
-	También han realizado críticas sobre la pintora: Juan F. Bosch, Yagocésar, y Joseph Corredor Matheos entre otros.

## Premios y distinciones
-	En el Concurso de Arte de 1955, del Círculo Artístico de Barcelona obtuvo una mención honorífica.
-	Mención honorífica por la obra “Pintura” en el concurso exposición “Montcada” 1955.
-	Premio Vizconde de Güell, del Círculo Artístico, dentro del concurso Victoriano Seis 1956
-	Medalla de plata en el Concurso-exposición de la Diputación Provincial de Alicante, por su obra Sinfonía infaltil. Obra adquirida por el Ayuntamiento de Badalona.
-	Accésit al X Concurso-Exposición Bienal de Dibujo Premio Victoriano Seis del Círculño Artístico, 1970.
-	Segundo premio de la obra presentada en el XII Concurso-Exposición Bienal de Dibujo del Círculo Artístico, 1972
-	*10 

## Libros
Lourdes Cirlot 1984. “Los orígenes de la pintura abstracto-geométrica en Cataluña. El grupo Lais”, pág. 253/54 
Francés Miralles Edic 62, 1983, “El grup Lais i el seu Manifest Negre” dins de Historia de l’Art de Catalunya, Volum VIII,  el Grup Lais” 
Marin, M. I. Barcelona 2010. “Homenaje a Mª Jesus de Sola. Exposición antológica”. Real Círculo Artístico, Instituto barcelones de Arte. 